# Durfort-et-Saint-Martin-de-Sossenac
Durfort-et-Saint-Martin-de-Sossenac é uma comuna francesa na região administrativa de Occitânia, no departamento de Gard. Estende-se por uma área de 16,28 km². Em 2010 a comuna tinha 723 habitantes (densidade: 44,4 hab./km²).